# إيملي هاليداي
إيملي هاليداي (بالإنجليزية: Emily Halliday) هي لاعب هوكي الحقل أسترالية، ولدت في 5 أبريل 1979.

## وصلات خارجية
- إيملي هاليداي على موقع الاتحاد الدولي للهوكي (الإنجليزية)
- إيملي هاليداي على موقع أوليمبيديا (الإنجليزية)
- إيملي هاليداي على موقع اللجنة الأولمبية الأسترالية (الإنجليزية)
- إيملي هاليداي على موقع اتحاد ألعاب الكومنولث (مؤرشف) (الإنجليزية)
- إيملي هاليداي على موقع دورة ألعاب الكومنولث 2006 (مؤرشف) (الإنجليزية)